# Ciptamarga
Ciptamarga is een bestuurslaag in het regentschap Karawang van de provincie West-Java, Indonesië. Ciptamarga telt 8162 inwoners (volkstelling 2010).